# 육체의 길 (1967년 영화)
"육체의 길"은 1967년 공개된 대한민국의 영화이다.

## 배역
- 김승호
- 남궁원
- 신성일
- 허장강
- 김희갑
- 김지미
- 고은아
- 황정순
- 전양자
- 김희준
- 석귀녀
- 이승현